# Creüsa (filla de Gea)
D'acord amb la mitologia grega, Creüsa (en grec antic Κρέουσα) va ser una nimfa, filla d'Oceà i de Gea.
Estimada pel déu-riu Peneu, va tenir d'ell dos fills, Estilbe i Hipseu, rei dels làpites. De vegades se li afegeix una altra filla, Andrea.